# Afropalestins

Entrada de Rabat al-Mansouri, o "centre africà", a la ciutat vella, Jerusalem Est

Els negres de Palestina (o afropalestins) s'identifiquen profundament amb les seves arrels africanes i la nacionalitat palestina. Entre uns 350 i 450 afropalestins resideixen en un enclavament africà (Hai al-Afaarika) al voltant del Bab al-Majlis, a les boques del temple Mount, contigu al Haram al-Sharif, al Barri musulmà de Jerusalem, que també conté diverses micro-comunitats d'Indis, gitanos, afgans i marroquins. Alguns viuen en altres barris de Jerusalem com Beit Hanina i At-Tur.
També hi ha palestins beduïns a fora de Jerusalem d'origen africà.

## Història

### Fons
S'estima que al segle ix hi havia 3 milions d'esclaus africans que vivien a l'Orient Mitjà treballant com a soldats o agricultors en les plantacions. Com ha estat il·lustrat per la vida de Mansa Musa rei de l'Imperi de Mali, peregrí africà que es va convertir a l'islam va esdevenir la pràctica de la peregrinació que ja era comú en el segle xv. Hi ha comunitats palestines que tracen els seus orígens en els peregrins del Sudan i d'Àfrica central que van visitar Palestina des del segle xii. Ells originàriament volien arribar a Hajj i després a la Meca. Després visitaven la mesquita d'Al-Aqsa de Jerusalem. Molts afropalestins també van arribar a Palestines com esclaus al servei dels Otomans.
Persones els avantpassats dels quals provenien de Nigèria, Sudan, Senegal i Txad conformen la majoria de la comunitat. La majoria d'aquests van arribar a Palestina durant el mandat britànic. Molts, segons Abraham Miligram, foren peons durant la campanya del General Edmund Allenby contra el turks al final de la Primera Guerra Mundial. La comunitat afropalestina de Jerusalem té unes 50 famílies (entre 350 i 450 persones) que viuen en dos barris, Ribat al-Mansuri i Ribat al-Baseri que històricament estaven sota els mamelucs que tenien albergs pels pelegrins pelegrins musulmans que els visitaven. Aquest enclavament distintiu ha estat anomenat com el Harlem de Jerusalem. Durant la Revolta Àrab de la Primera Guerra Mundial, el Otomans va convertir els presoners detinguts. La comunitat ha reestructurat una part d'aquesta antiga presó per crear-hi una mesquita.
Hi ha comunitats similars a les ciutats d'Acre i Jericho, que es van establir quan els africans van arribar er a treballar a la indústria sucrera omeia. Fins l'ocupació israelí que va començar el 1967, foren empleats com a guàrdies del Mont del Temple, una funció que a l'actualitat la fan soldats israelians. Estan orgullosos de la funció que han jugat en la resistència palestina.

### Època moderna
Entre el 1267 i el 1382 es van construir els brris de Ribat Alaa ed-Din i Ribat Mansouri (transcrits alternativament com Ribat Aladdin al-Bassir) com un waqf (donació) religiós. Provant la seva lleialtat com a protectors de la mesquita d'Al-Aqsa, el líder palestí i mufti de Jerusalem, el xeic Amin al-Husseini va llogar aquests terrenys a palestins d'origen africà en gratitud vers la seva lleialtat, després que un dels guàrdies negres, Jibril Tahruri, va demanar-ho al mufti. El lloguer va romandre nominalment durant molt de temps. Aquesta connexió dels afropalestins amb Jerusalem data d'abans del 1947, quan es troben en una de les zones pertorbades de la regió. Aquests es van casar amb palestins i es van identificar com a palestins. Sobretot després del 1948, homes afropalestins es van casar amb dones pageses de la societat fellahin, però mai amb dones beduïnes.
Els afropalestins que viuen actualment en els dos barris veïns de la mesquita d'al-Aqsa han anomenat a la zona com la seva llar des del 1930. Ells han patit prejudici que ha estat reportada fora de Jerusalem, referint-se a ells com "esclaus" (abeed) i el seu barri com la "presó dels esclaus" (habs al-abeed) i el color de la seva pell ha fet que en moltes ocasions no hagin estat acceptats com a parelles d'altres palestins. En àrab palestí col·loquial, es sol referir a ells amb la paraula sumr (color negre) és que amb el de sawd, que no té connotacions.
Un dels informants afropalestins va manifestar que ell mai havia patit discriminació degut al seu color, afegint que disfrutava d'un estatus especial per les seves contribucions a la lluita nacional palestina. Fatima Barnawi, una dona amb ascendència nigeriana-palestina, fou la primera dona palestina que va ser arrestada amb l'acusació que feia operacions terroristes contra Israel. Ali Jiddah va tirar quatre granades al carrer Strauss el 1968, ferint a diversos israelians i el seu cosí, Mahmood, va ser condemnat per causar un incident semblant. Aquest record com a lluitadors de la resistència palestina contra l'ocupació israeliana ha fet molt per millorar el seu estatus. Els israelians també els discriminen de manera semblant anomenant-los Kushi ("nigger" o "sambo"). Es diu que els policies israelians són els principals perpetradors del racisme contra la comunitat afropalestina.

## Assetjament
La comunitat té la reputació que va ser combatent durant l'ocupació israelí de Jerusalem Est, trobant-se situats entre dos punts de control israelís, que només permeten passar als residents dels barris. Aquestes mesures han fet que treballadors d'Haram al-Sharif hagin deixat de comprar en aquestes dues zones. Els afropalestins han donat suport a la causa nacional palestina i la majoria de la comunitat ha estat en presons israelianes per participar en manifestacions contra l'ocupació.